# Erika Pannwitz
Erika Pannwitz (* 26. Mai 1904 in Hohenlychen; † 25. November 1975 in Berlin) war eine deutsche Mathematikerin, die auf dem Gebiet der geometrischen Topologie arbeitete. Von 1953 bis 1969 leitete sie das Zentralblatt der Mathematik, eine der beiden weltweit führenden Referate-Zeitschriften zur Mathematik.

## Leben und Werk

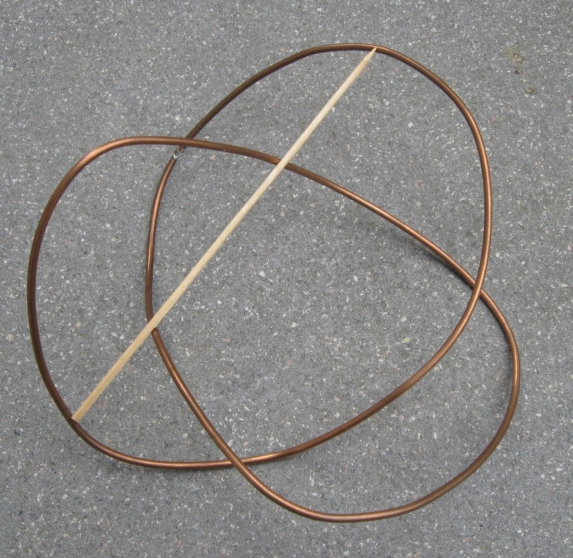
Beispiel einer vierfachen Sehne eines Knotens (Kleeblattschlinge)

Erika Pannwitz besuchte bis zur zehnten Klasse die Pannwitz-Freiluft-Schule in Lychen und machte das Abitur 1922 an der staatlichen Augusta Schule in Berlin. Sie studierte Mathematik in Berlin, sowie jeweils ein Semester in Freiburg (1925) und Göttingen (1928). Nach dem Lehramtsexamen im Jahr 1927 (Mathematik, Physik und Chemie) wurde sie 1931 bei Heinz Hopf (Doktorvater), Erhard Schmidt und Issai Schur an der Friedrich-Wilhelms-Universität promoviert. Ihre Doktorarbeit, die erst zwei Jahre später in den Mathematischen Annalen erschien, wurde mit opus eximium bewertet (dies ist die Bestnote; die bekanntere Bezeichnung dafür ist summa cum laude). In ihrer Doktorarbeit untersuchte Pannwitz sogenannte vierfache Sehnen von Knoten und Verschlingungen. Die Anregung zu dieser Untersuchung erhielt sie von Otto Toeplitz.
Ab September 1930 arbeitete Erika Pannwitz beim Jahrbuch über die Fortschritte der Mathematik, dem mathematischen  Referateorgan. Von 1940 bis 1945 war sie beim Chiffrierdienst des Auswärtigen Amtes (wie Helmut Grunsky) und danach für ein Jahr wissenschaftliche Mitarbeiterin an der Universität Marburg. 1946 kehrte sie nach Berlin zurück, um an der Deutschen Akademie der Wissenschaften beim Zentralblatt der Mathematik mitzuarbeiten. Ab 1947 war sie dort festangestellt, ab 1953 Leiterin der Abteilung Zentralblatt. Nach der Erreichung des Rentenalters (in der DDR) im Jahr 1964 leitete sie das Zentralblatt-Büro in West-Berlin bis 1969.

## Veröffentlichungen
- Eine elementargeometrische Eigenschaft von Verschlingungen und Knoten. In: Math. Annalen. Band 108, 1933, S. 629–672, online
- mit Heinz Hopf: Über stetige Deformationen von Komplexen in sich. In: Math. Annalen, Band 108, 1933, S. 433–465
- Eine freie Abbildung der n-dimensionalen Sphäre in die Ebene. In: Mathematische Nachrichten, Band 7, 1952, S. 183–185